# Schizoretepora hassi
Schizoretepora hassi is een mosdiertjessoort uit de familie van de Phidoloporidae. De wetenschappelijke naam van de soort is voor het eerst geldig gepubliceerd in 2007 door Harmelin, Bitar & Zibrowius.